# (1406) Komppa
(1406) Komppa – planetoida z pasa głównego asteroid okrążająca Słońce w ciągu 4 lat i 157 dni w średniej odległości 2,7 au. Została odkryta 13 września 1936 roku w Obserwatorium Iso-Heikkilä w Turku przez Yrjö Väisälä. Nazwa planetoidy pochodzi od Gustafa Komppy (1867-1949), kanclerza Uniwersytetu w Turku oraz jednego z założycieli Obserwatorium Iso-Heikkilä. Przed nadaniem nazwy planetoida nosiła oznaczenie tymczasowe (1406) 1936 RF.